# Sibulus Salam
Sibulus Salam is een bestuurslaag in het regentschap Padang Lawas van de provincie Noord-Sumatra, Indonesië. Sibulus Salam telt 309 inwoners (volkstelling 2010).